# Quarter pony
Le Quarter pony est une race de poney de selle américaine semblable au Quarter horse. Il mesure moins d'1,47 m au garrot et a été développé à partir de Quarter horse de type Foundation. La race s'est constituée à l'origine des chevaux qui ne pouvaient répondre à la hauteur miminum du Quarter horse selon les exigences du stud-book. Il est élevé pour ressembler à un petit Quarter horse, bien que les divers bureaux d'enregistrement permettent aussi des croisements avec d'autres races, y compris le Paint horse, l'Appaloosa et le poney des Amériques, tous les types de chevaux de travail. Il existe trois bureaux d'enregistrement pour le Quarter pony, tous avec des exigences d'inscription légèrement différentes. Le premier registre a été ouvert en 1964 et les deux autres au cours des années 1970. La race est utilisée dans plusieurs disciplines d'équitation western.

## Histoire
Le Quarter pony a été à l'origine développé à partir de chevaux ne respectant pas les exigences de l’American Quarter Horse Association sur la taille minimum d'1,47 m au garrot. Cette condition de taille a été postérieurement retirée, mais la race du Quarter pony a perduré. Les éleveurs et les bureaux d'enregistrement encouragent les lignées connues de Quarter horse, mais ceux-ci ne sont pas exigés par tous les bureaux d'enregistrement.
L’American Quarter Pony Association est née en 1964 avec l'idéal d'un registre qui enregistrerait les petits chevaux et les poneys présentant un type western, dont l'origine pourrait être inconnue, mais qui présenteraient un intérêt à être élevés et croisés. Les animaux de pure race et les animaux issus de croisements sont éligibles à l'inscription, tout comme les animaux enregistrés dans d'autres stud-book mais qui respectent les conditions d'entrée. L'AQPA enregistre des poneys dans plusieurs pays étrangers, ainsi que dans tous les états américains et plusieurs provinces canadiennes. En 1975, la National Quarter Pony Association est créée pour préserver les Quarter horse au type plus petit et plus trapu alors que les tendances d'élevage penchent plus vers des animaux plus grands et plus fins. L’International Quarter Pony Association, née dans les années 1970, enregistre également des Quarter pony et est une association mondiale pour tous les poneys de type Quarter horse. La Quarter Pony Association est une association affiliée à l'International Quarter Pony Association, dont le but est de promouvoir le Quarter pony. En 2005, l'IQPA et le QPA sont devenus une seule et unique organisation, avec l'IQPA agissant sur la partie enregistrement et le QPA comme succursale d'adhésion des membres. En 2005, près de 3 000 Quarter pony sont enregistrés sur l'ensemble des organisations représentant la race. Les bureaux d'enregistrement affirment que les inscriptions d'animaux adultes dépassent ceux des poulains de l'année, les propriétaires attendant que les poneys aient atteint leur taille adulte et puissent être montrés sous la selle avant leur enregistrement.

## Description
Le Quarter pony est élevé dans le but de ressembler à un Quarter horse de petite taille. Les éleveurs se concentrent particulièrement sur la taille et la conformation de la race et insistent pour que leurs poneys montrent les caractéristiques types du Quarter horse tout en ayant une taille comprise entre 1,17 m et 1,47 m. La taille moyenne constatée chez la race se situe autour d'1,37 m, cependant quelques éleveurs travaillent à élever des animaux plus grands compris entre 1,37 m et 1,42 m au garrot. 

### Morphologie
Le Quarter pony est un poney puissant, bien bâti et musclé. La race est caractérisée par une tête petite et large avec de petites oreilles et de grands yeux, posée sur une encolure légèrement arquée. Les épaules sont inclinées, le garrot saillant et la poitrine large et profonde. Le dos est court et l'arrière-main large et profonde.

### Robes
En fonction du registre, le Quarter pony peut être soit de robe unie, soit de n'importe quelle robe ou combinaison de robes, y compris les différents types de robes pie comme le tobiano et l'overo ainsi que les robes tachetées. Dans les premières années d'existence de la race, seules les robes de base étaient admises.

### Sélection
Le Quarter pony est reconnu par plusieurs registres d'élevage qui ont chacun leurs exigences. L’American Quarter Pony Association exige, bien que l'ascendance puisse être inconnu, que le poney ait une conformation désirable pour la reproduction et qu'il puisse être facilement reconnaissable comme un Quarter pony ou issu d'un Quarter horse. La robe pie, les robes tachetées ainsi que la robe blanche ne sont pas éligibles à l'inscription au registre. Il en est de même avec les poneys d'allures. La National Quarter Pony Association demande que les étalons soient enregistrés auprès de l'AQHA avant qu'ils soient enregistrés auprès du NQPA. Les juments doivent avoir un parent enregistré auprès de l'AQHA, être enregistrées auprès de l'AQHA elles-mêmes, ou passer un processus d'inscription spécial. Les hongres doivent simplement avoir le type Quarter horse pour être éligibles à l'inscription. Les chevaux avec une robe pie ou tachetée, ou avec beaucoup de blanc, ne sont pas éligibles à l'inscription. L’International Quarter Pony Association accepte les robes pies et tachetées et exige simplement que les poneys aient la conformation type du Quarter et de bonnes dispositions pour l'enregistrement. N'importe quel type de poney satisfaisant à ces exigences peut être enregistré par le programme d'inscription, qui inclut une inspection spéciale. Cependant si les poneys ont un parent appartenant à un registre de race approuvé (les races approuvées incluent le Quarter pony, le Quarter horse, le Paint horse, l'Appaloosa et le Poney des Amériques), ils sont automatiquement éligibles pour l'inscription, sans inspection exigée. Les chevaux issus de croisements avec des chevaux d'allures ne sont pas acceptés.
Cette multiplication des registres a pour conséquence de diviser les auteurs à propos de la race. Daniel Johnson reconnait ainsi plutôt le Quarter pony comme un type de poney que comme une race à part entière.

## Utilisations
Le Quarter pony est souvent utilisé dans des activités d'équitation western comme monture pour les enfants à cause de sa petite taille et de son calme, ainsi que son tempérament. Les grands poneys sont les plus appropriés pour les cavaliers adultes et parfois utilisés pour des événements de rodéo comme dans les épreuves de steer wrestling, c'est-à-dire de lutte avec un bouvillon .